# Ted Lawson
Pour les articles homonymes, voir Lawson.
Ted Lawson, né en 1970, est un artiste contemporain américain.

## Travail
Dans Dystopian Geometries: The Art of Ted Lawson, le critique Christian Viveros-Fauné, décrivant les récentes sculptures de labyrinthe de Lawson, a déclaré : « Les similitudes entre les circuits imprimés et les schémas d'ingénierie informatique, entre autres plans de connaissance, prennent une nouvelle forme dans les labyrinthes de Lawson, s'accordant parfaitement avec des métaphores obscures mais populaires pour l'échange d'informations : nuages de données, réseaux de neurones, toiles mondiales et autres métaphores numineuses et hyper-connectives. Avec ces analogues à l'esprit, Lawson a développé des algorithmes pour façonner et sculpter ses labyrinthes muraux. Le fait qu'il cède finalement la paternité à la machine CNC pour fabriquer chaque objet souligne un point crucial. Tous les systèmes de connaissance, suggère son travail, contiennent des impasses et des culs-de-sac, surtout une fois que ceux-ci ont été fondamentalement instrumentalisés ».
En 2011, Ted Lawson commence une sculpture à grande échelle commandée par Napster et le fondateur de Facebook, Sean Parker. La pièce terminée est installée dans la maison de Parker en 2014.
Lawson possède Prototype New York, un studio de fabrication d'art, qui a créé des œuvres pour Ghada Amer, Mariko Mori, Jeff Koons, Terence Koh et Yoko Ono.

## Ghost In The Machine
En 2014, Lawson commence à travailler sur une série de dessins utilisant son propre sang introduit dans une machine CNC modifiée. Le dessin initial, un autoportrait grandeur nature, Ghost In The Machine, est devenu viral après qu'une vidéo du processus a été récupérée et partagée par Huffington Post, Juxtapoz Magazine et bien d'autres.

## Ceci N'est Pas Un Viol
En 2015, Lawson réalise Ceci n'est pas un viol, une vidéo conçue par l'artiste de performance Emma Sulkowicz. Le travail explore les frontières entre les relations sexuelles consensuelles et non consensuelles.

## Expositions
- 2013 : Crude, Emmanuel Fremin Gallery, NYC
- 2012 : Entropy, Emmanuel Fremin Gallery, NYC